# Wellengleiter

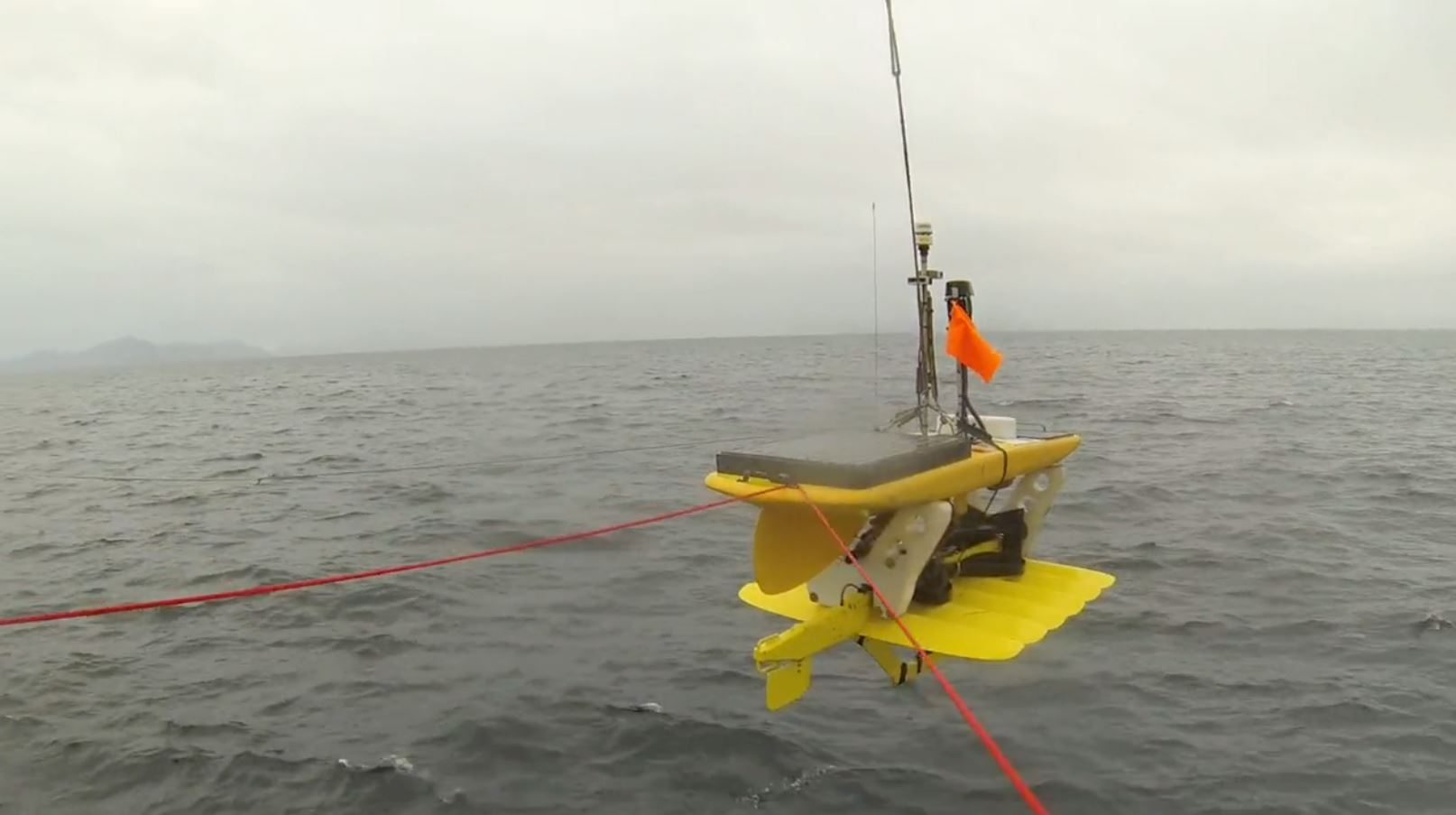
Ein Wellengleiter beim Einsetzen ins Wasser

Ein Wellengleiter (englisch wave glider) ist ein unbemanntes Wasserfahrzeug, das die Energie zur Fortbewegung aus den Wasserwellen gewinnt.

## Funktionsweise
Der Wellengleiter ist aus zwei miteinander verbundenen Teilen aufgebaut: Der obere Teil schwimmt auf dem Wasser und wird durch den Seegang mehr oder minder intensiv auf und ab bewegt. Der ca. sieben Meter unter Wasser schwimmende untere Teil wird dadurch ebenfalls auf und ab bewegt. Durch am unteren Teil angebrachte bewegliche Flügel wird diese Auf- und Abbewegung in eine Vorwärtsbewegung gewandelt. Der untere Teil zieht somit den oberen Teil nach vorne. Optional auf dem oberen Teil angebrachte Solarzellen liefern elektrische Energie, die sowohl zur Unterstützung der Fortbewegung als auch für sonstige Zwecke genutzt werden kann.
Ende 2012 vollendete der Wellengleiter „Papa Mau“ eine mehr als ein Jahr dauernde Pazifik-Querung von San Francisco zur Ostküste Australiens.

## Einsatzgebiete
Wellengleiter werden zumeist auf Hoher See zur Datengewinnung und -weiterleitung eingesetzt, wo sonstige Plattformen wie Schiffe oder Inseln nicht oder nur temporär zur Verfügung stehen. So werden Wellengleiter insbesondere von Forschungsinstituten und Mineralölunternehmen sowie von Streitkräften u. a. zur Militärischen Aufklärung (SHARC – Sensor Hosting Autonomous Remote Craft) eingesetzt. Beispielsweise nutzt das Helmholtz-Zentrum für Ozeanforschung Kiel Wellengleiter zur Messung chemischer, physikalischer und biologischer Parameter des Meerwassers sowie als Datenweiterleitungsplattform im Rahmen eines vor der Küste Chiles installierten Systems zur Messung von Erdbeben. Seit September 2016 sendet ein im Europäischen Nordmeer schwimmender Wellengleiter Flugzeug-Positionsdaten an den Webdienst Flightradar24.